# فرای بنتوس
فری بنتوس (به اسپانیایی: Fray Bentos) شهری در کشور اروگوئه، استان ریو نگرو است که جمعیت آن در سرشماری سال ۲۰۰۴ میلادی ۲۳٬۱۲۲ نفر بوده‌است.